# St. Anna (Tetenbüll)

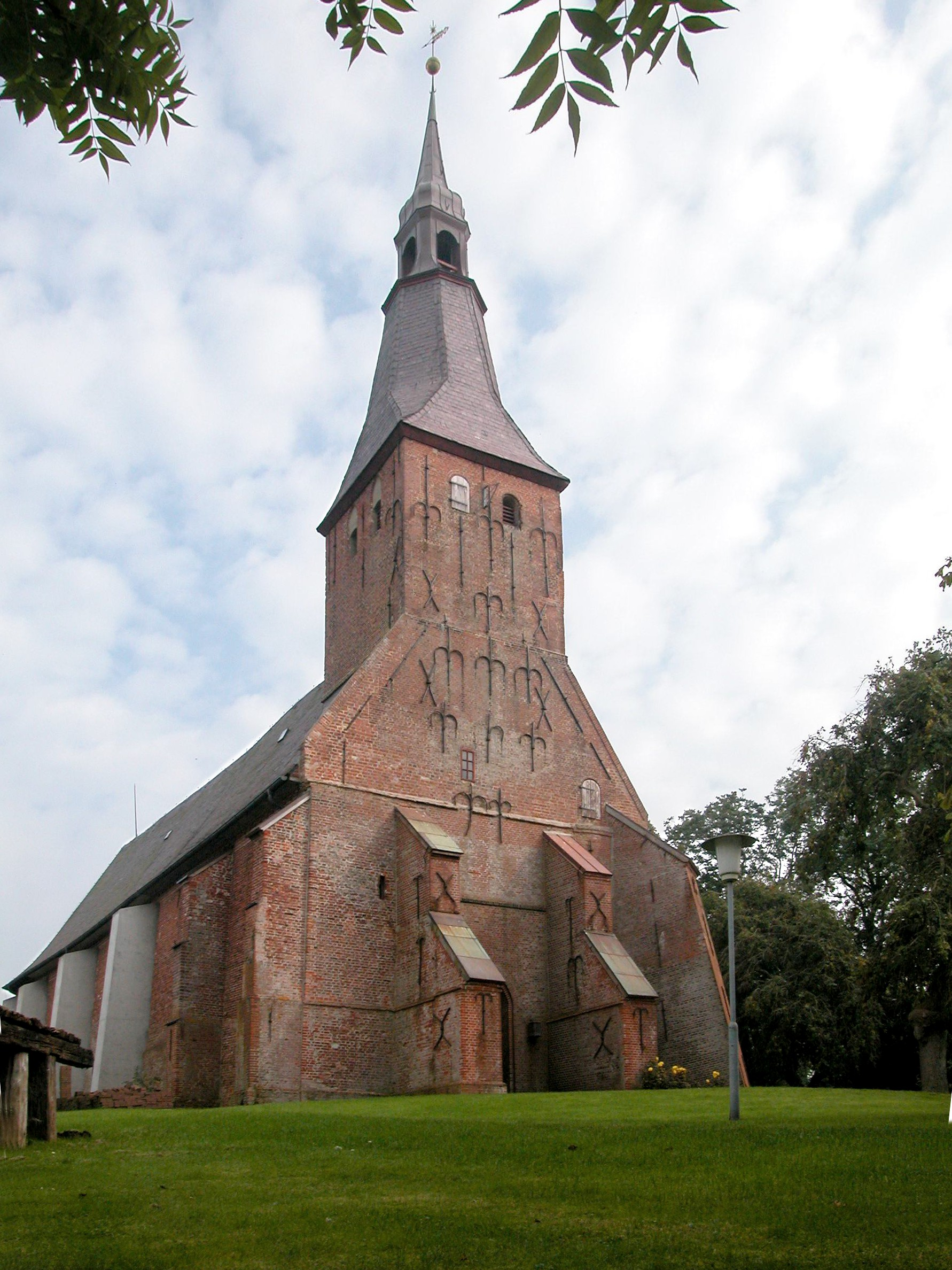
St. Anna in Tetenbüll

Die Pfarrkirche St. Anna auf einer Warft in der Gemeinde Tetenbüll im Kreis Nordfriesland in Schleswig-Holstein gehört zur Kirchengemeinde Eiderstedt-Mitte im Kirchenkreis Nordfriesland der Evangelisch-Lutherischen Kirche in Norddeutschland. Sie ist ein nach dem Denkmalschutzgesetz von Schleswig-Holstein geschütztes Kulturdenkmal mit der Objekt-ID 2330.

## Geschichte
Eine Kapelle in Tetenbüll soll es schon 1113 gegeben haben; 1297 ist sie als Pfarrkirche erwähnt. Tetenbüll gehörte damals zu Everschop, einer der drei Eiderstedter Harden. Von den acht ehemals selbständigen Gemeinden der Kirchengemeinde Eiderstedt-Mitte ist Tetenbüll die flächenmäßig größte. Die Kirche liegt am südlichen Rand des Gemeindegebiets. Drei nördlich gelegene benachbarte Kirchspiele Offenbüll, Sieversfleth (oder Ivenfleth) und Königskapelle gingen im 14. Jahrhundert in Sturmfluten unter, wahrscheinlich bei der zweiten Marcellusflut 1362, bei der der Heverstrom die spätere Halbinsel Eiderstedt von Strand trennte. Ihr teilweise später wiedergewonnenes Gebiet wurde dem Kirchspiel Tetenbüll angegliedert. Um 1400 gab es dann ein Alt-Tetenbüller und ein Neu-Tetenbüller Kirchspiel, wobei die heutige Kirche vermutlich Neu-Tetenbüll ist, was zur Erbauungszeit der St.-Anna-Kirche passt. Ihre Patroziniumsheilige war die legendäre Anna, die besonders im späten Mittelalter als Mutter von Maria und Großmutter Jesu verehrt wurde.

## Beschreibung

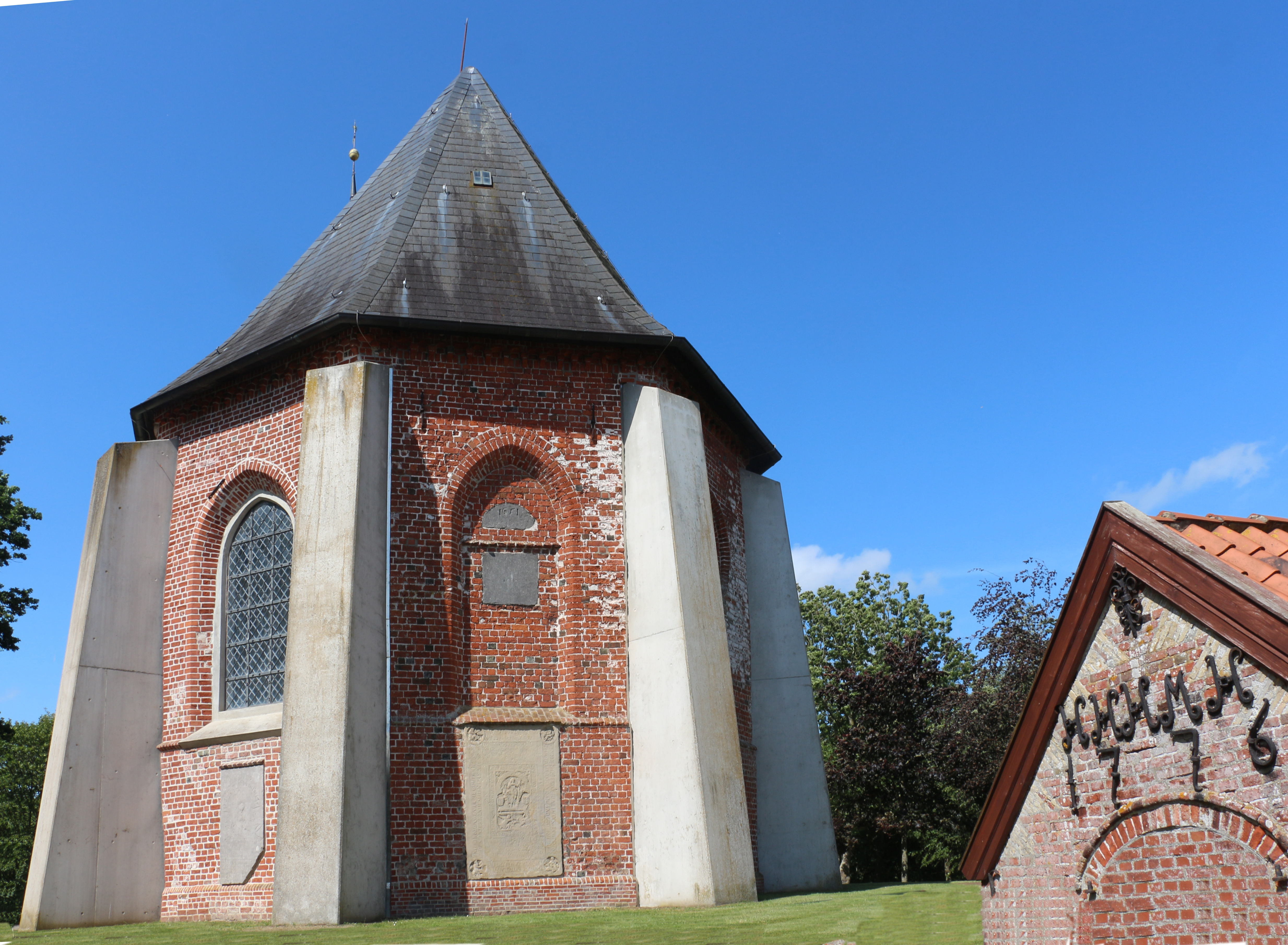
Der von Betonpfeilern gestützte spätgotische Chor

Die spätgotische Saalkirche aus Backsteinen wurde um 1400 errichtet. Sie besteht aus einem Langhaus und einem gleich breiten Chor mit Fünfachtelschluss von 1558, der 1657 vergrößert wurde. Die Nordwand ist fensterlos. Das Dach ist mit Schieferschindeln gedeckt. 
Der aufgeschüttete Boden der Warft bietet keinen festen Untergrund. Schon im 19. Jahrhundert mussten die Wände mit auf Eichenpfählen gegründeten und aus Ziegeln errichteten Stützpfeilern stabilisiert werden. Im Laufe der Zeit verfaulte das Holz. Nachdem der Chor 2002 teilweise eingestürzt war, erhielt die Kirche 2003–2009 ein Betonfundament und Betonpfeiler. Das nachmittelalterliche Vorhaus an der Südwand musste 2002 abgerissen werden.
Der Westturm wurde im Jahr 1491 errichtet und später von Strebepfeilern gestützt. Sein achtseitiger, mit einer Laterne bekrönter Helm stammt aus dem 19. Jahrhundert. 

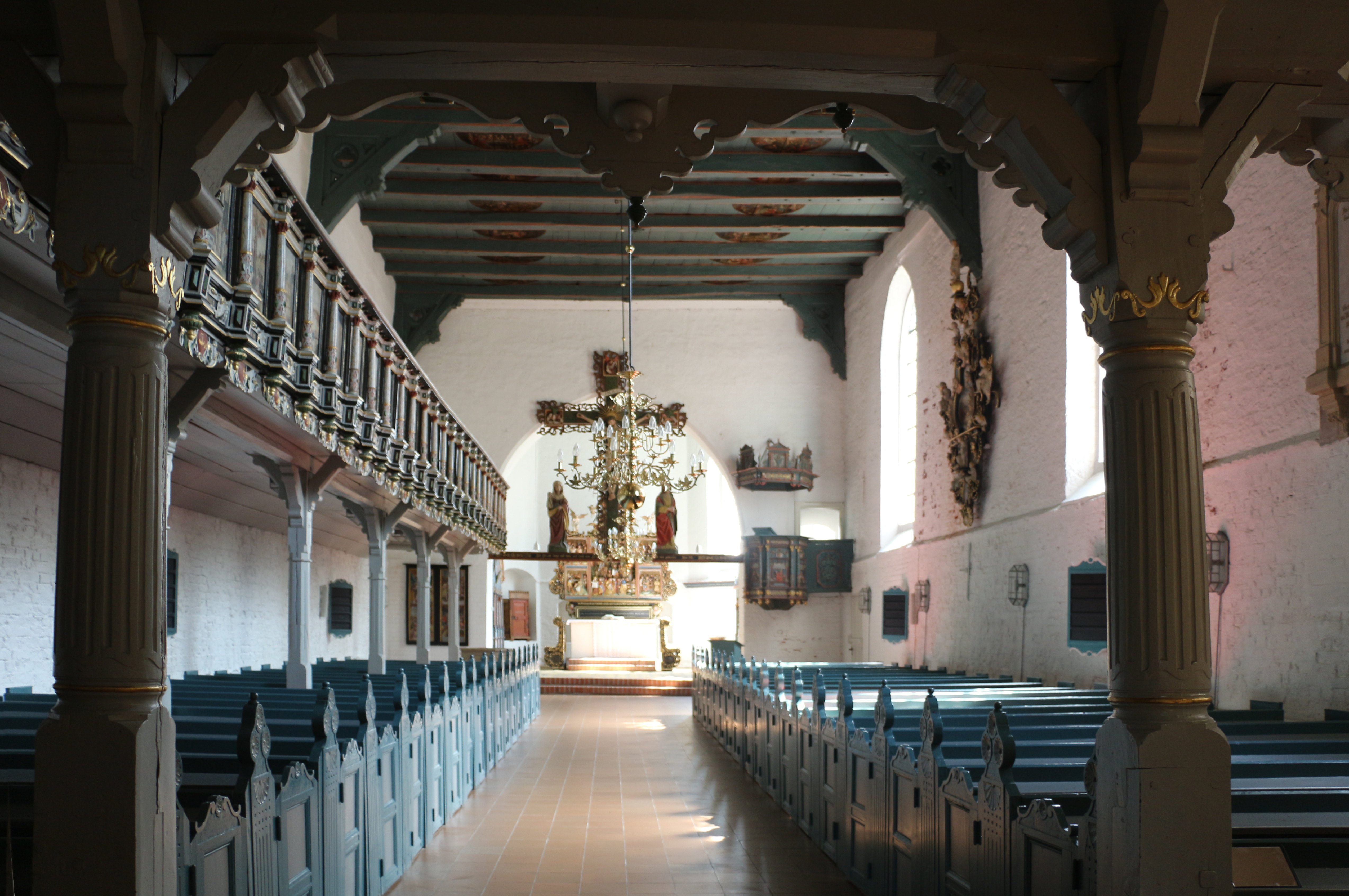
Blick zum Altar

Der Innenraum des Langhauses war wie Chor und Turmhalle anfangs überwölbt, ist aber spätestens seit dem 18. Jahrhundert mit einer Holzbalkendecke überspannt.

## Ausstattung

### Vorreformatorische Ausstattung
Das älteste Stück der Kirchenausstattung ist die auf den Anfang des 15. Jahrhunderts datierte Christusfigur der Triumphkreuzgruppe im Chorbogen. Da es für die Gestaltung dieses Kruzifixus keine Parallele in Schleswig-Holstein gibt, wurde er möglicherweise aus den Niederlanden importiert. Die Figuren der Maria und des Johannes stammen aus der Zeit um 1500. 1726 wurde das Brettkreuz mit Ranken verziert, in dem Leidenswerkzeuge aufgehängt sind. Das obere und die beiden seitlichen Kreuzenden tragen Reliefs mit Evangelistensymbolen, wohl auch aus dem frühen 16. Jahrhundert. Die untere Endscheibe wurde vermutlich 1906 entfernt, als die Kreuzigungsgruppe auf einen neuen Balken montiert wurde, der die Aufschrift „Die Strafe liegt auf ihm, auf daß wir Freden hätten, und durch seine Wunden sind wir geheilt. Jes:52“ trägt.
Eine qualitativ einfache, schlecht erhaltene kleine Figur Christus im Elend von etwa 1500, möglicherweise von einem Nebenaltar, ist in der Sakristei aufgestellt. Etwa gleichaltrig ist eine kleine Kreuzigungsgruppe, die im 19. Jahrhundert auf eine Schrifttafel aufgesetzt wurde. Ein schlichter Sakramentsschrank aus dem frühen 16. Jahrhundert, der nördlich vom Altar in die Chornwand eingemauert ist, trägt die Aufschrift „hir is in de lic/ham unses heren“.

### Altar

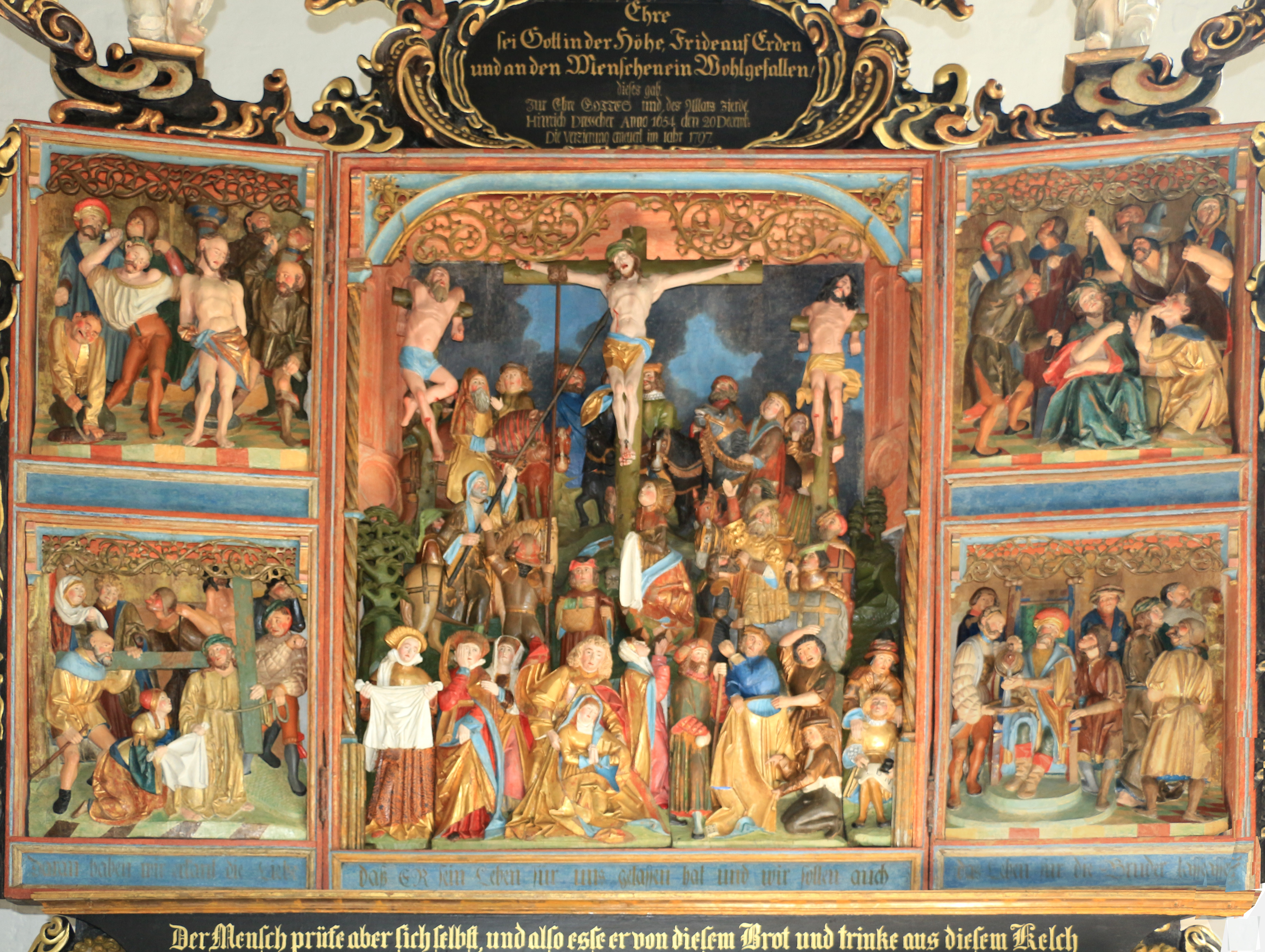
Flügelaltar

Der Flügelaltar mit ursprünglich zwei Flügelpaaren ist inschriftlich auf 1523 datiert. Der Mittelschrein zeigt einen figurenreichen Kalvarienberg. Im Vordergrund von links Veronika mit dem – hier rein weißen – Schweißtuch, die trauernde Maria in einer Gruppe mit drei weiteren Frauen und dem Lieblingsjünger, die Kriegsknechte, die sich um Jesu Kleidung streiten, und ganz am Rand der Titulusschreiber. Dahinter sind gestaffelt in zwei Reihen Soldaten zu Pferde abgebildet, darunter Longinus und der Hauptmann, der den sterbenden Jesus als Gottes Sohn erkennt. In der Mitte kniet unter dem Kreuz Maria Magdalena, daneben steht ein Knecht mit einem Korb voll Nägeln. Auf den Seitenflügeln finden sich vier Szenen aus der Passionsgeschichte, oben links die Geißelung, darunter die Kreuztragung mit der Begegnung mit Veronika, rechts oben die Dornenkrönung und darunter Pontius Pilatus, der sich nach dem Verhör die Hände wäscht (Mt 27,24 ), während Jesus bereits abgeführt wird und in der Gruppe der Knechte kaum zu erkennen ist. Die vier Einzelszenen werden aufgrund der Ähnlichkeiten zum Brüggemannaltar im Schleswiger Dom der Werkstatt von Hans Brüggemann zugeschrieben. Die Skulpturengruppe des Mittelschreins stammt aber bis auf die Figur des gekreuzigten Christus wohl eher aus einer lokalen Werkstatt.
Die mittelalterlichen Malereien der Innen- und Außenflügel sind nicht erhalten. Bei der barocken Aufarbeitung des Retabels wurden 1654 die Flügel festgestellt und das gesamte Retabel samt Predella mit einem Knorpelwerkrahmen umgeben. Für die Schnitzarbeiten wurde Claus Heimen beauftragt, der kurz zuvor im Auftrag von Alexander Dresscher das große Epitaph für dessen Familie geschaffen hatte. Der Altar ist deshalb nicht klappbar. Die damals mit Szenen aus der Kindheit Jesu neu bemalten Gemäldeflügel wurden später abgenommen und nördlich des Chorbogens aufgehängt. An diese Renovierung erinnert eine Stiftungsinschrift in einer Kartusche über dem Mittelschrein, die mit dem Pantokrator bekrönt ist. Diese Inschrift wurde ebenso wie die Texte auf der Predella bei weiteren Renovierung 1738, 1797 und 1857 überschrieben. Bei der Restaurierung durch Botho Mannewitz 1981/82 wurde die Fassung  von 1797 wieder freigelegt, zu der auch der bewölkte Himmel als Hintergrund der Kreuzigung gehört. Nur die Predella mit den Einsetzungsworten blieb im Zustand von 1857.

### Bilderbibel

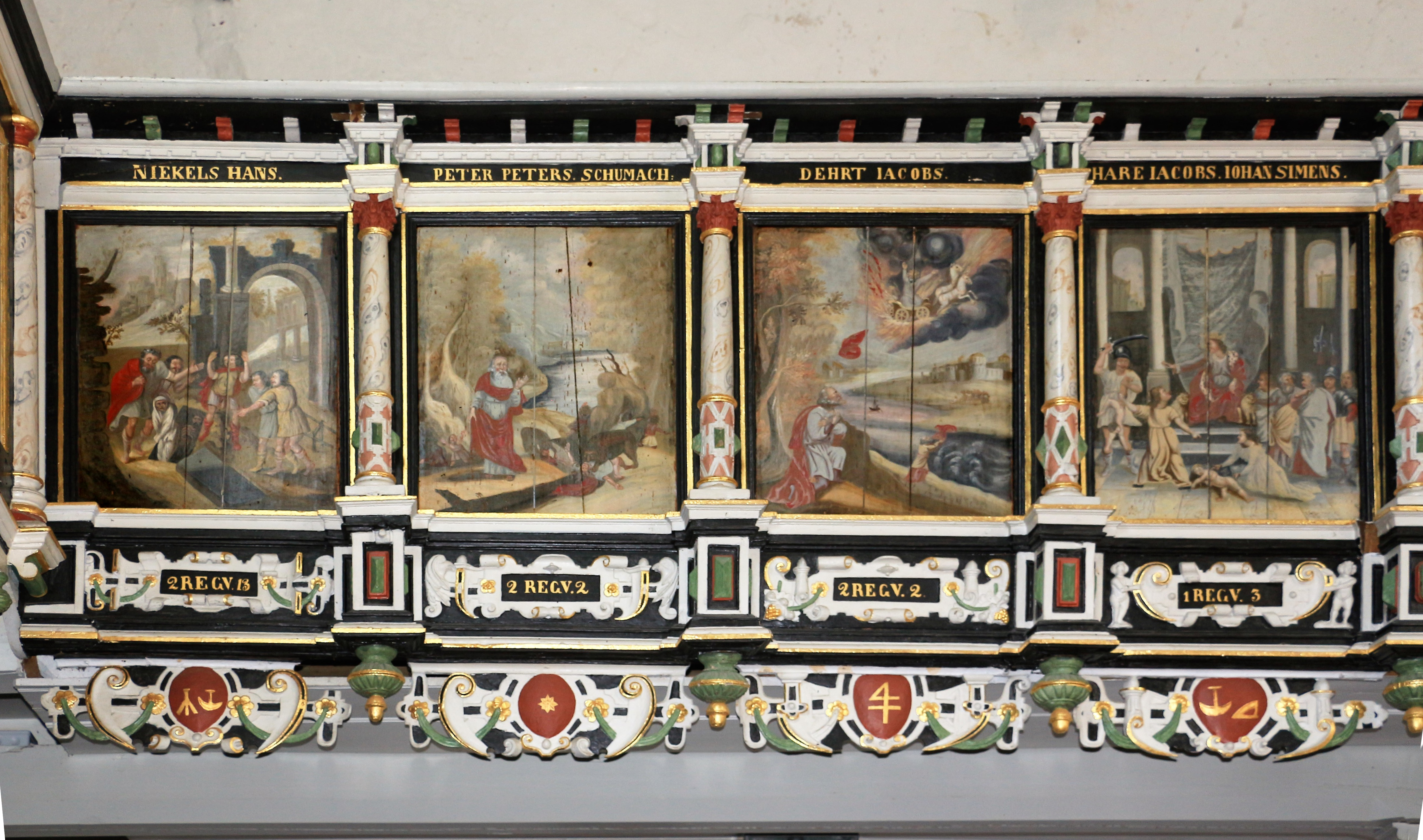
Vier Tafeln der Empore mit drei Szenen aus der Elija-Geschichte und dem Urteil des Salomo

Die reich verzierte Nordempore wurde 1613 eingezogen. Für die Gestaltung der Brüstungsfelder stifteten Gemeindeglieder 1634 die Ausmalung mit dreißig Szenen aus dem Alten Testament. Unter jedem Bild steht in Kartuschen die entsprechende Bibelstelle, darüber der Name des Stifters und ganz unten dessen Hausmarke.
Als Vorlage für alle Bilder dienten die Icones biblicae von Matthäus Merian (1627). Allerdings wurde die bibelchronologische Anordnung nicht übernommen. Stattdessen wurden die Bilder oft thematisch zusammengestellt.
Die Holzbalkendecke des Kirchenschiffs wurde 1742 zwischen den Balken mit neutestamentlichen Szenen in 36 Medaillons ausgemalt. Die Medaillons waren ursprünglich von einem Rankenmuster umgeben, das jedoch nur bei einem Bild wieder freigelegt ist.

### Epitaph
Ein barockes Epitaph mit reicher Schnitzverzierung von 1654 hängt im Kirchenschiff. Es wurde in der Werkstatt von Claus Heimen hergestellt. Das Mittelbild zeigt Christi Himmelfahrt, die darum angeordneten kleinen Bilder Porträts der Familie Dresscher. Alexander Dresscher, 1621 in Lübeck geboren, war in Eiderstedt während des Dreißigjährigen Krieges als Rittmeister stationiert, heiratete dort 1648 Heerda (1611–1652), die deutlich ältere Witwe und Erbin eines reichen Tetenbüller Bauern. Dresscher wurde dadurch Besitzer des Deichgrafenhofs im Marschkoog. Er stiftete das Epitaph in Erinnerung an seine „hertzliebe“ Ehefrau und die drei Kinder, die alle 1651/52 innerhalb von neun Monaten verstorben waren. Er selbst verließ Tetenbüll und zog mit seiner zweiten Frau nach Husum.

### Sonstige Ausstattung
Die renaissancezeitliche Kanzel ist inschriftlich auf 1575 datiert. In der Barockzeit wurde sie farblich gefasst. Die Reliefs zeigen die vier Evangelisten jeweils verbunden mit einem Bibelvers aus dem jeweiligen Evangelium in niederdeutscher Sprache. Unter den Reliefs stehen die Namen der Stifter.
Das Taufbecken aus Sandstein ist von 1596. Die achteckige Kuppa ist groß genug, dass das zu taufende Kind ganz eingetaucht werden konnte. Auf der Wandung sind abwechselnd die Evangelisten und Engelsköpfe abgebildet. Die Überschrift darüber, ursprünglich mit goldenen Buchstaben auf blauem Grund, lautet: „GOT MACHET VNS SELIG DVRCH DAS BAD DER WIDERGEBVRT VND ERVEN WERVNC DES HEILIGEN GEISTES WELCHEN EHR AVSGEGOSSEN HAT VBER VNS REICHLICH DVRCH IESVM CHRISTVM VNSEREN HEILAND TIT V3. CA.“  Am Sockel hocken vier Löwen mit Wappenschilden. Ein 1887 als neu bezeichneter Taufdeckel ist nicht mehr vorhanden.
Die Gestühlwangen und -türen stammen von 1672, die beiden Abendmahlsbänke von 1697. Rechts und links vom Altar befinden sich im Chor zwei Priechen aus dem 18. Jahrhundert, von denen zumindest die linke an der Nordwand früher als Beichtstuhl verwendet wurde, wie die Aufschriften „Ich bekenne dir, Herr, meine Sünd und verhele meine Missethat nicht. Psalm 32V5“ und „Gehe hin mein Sohn oder Tochter, deine Sünde sind dir vergeben. Matth. 9V2“ verraten.
Einige Gedenktafeln, die wohlhabende Familien für ihre Verstorbenen stifteten, sind erhalten, aber nicht aufgehängt.

## Orgel
Die Orgel auf der Empore wurde 1861 von Johann Hinrich Färber gebaut.

## Umgebung
Die Kirche steht auf der Kirchwarft, umgeben von dem ehemaligen Friedhof, zu dem auch einige Erdgrüfte gehören.

## Gemeinde
Die St.-Anna-Kirche in Tetenbüll gehört zusammen mit den ehemals selbständigen Kirchengemeinden der St.-Christians-Kirche in Garding, der St.-Katharina-Kirche in Katharinenheerd, der St.-Martin-Kirche in Osterhever, der St.-Johannis-Kirche in Poppenbüll, der St.-Martin-Kirche in Vollerwiek, der St.-Michael-Kirche in Welt und der St.-Stephanus-Kirche in Westerhever zur Kirchengemeinde Eiderstedt-Mitte mit insgesamt acht historischen Kirchen und zehn Kommunalgemeinden.